# Liste de films tournés dans le département d'Indre-et-Loire
Un certain nombre d'œuvres cinématographiques et télévisuelles ont été tournés dans le département d'Indre-et-Loire.
Voici une liste à compléter de films, téléfilms, feuilletons télévisés, films documentaires... tournés dans le département d'Indre-et-Loire, classés par commune et lieu de tournage et date de diffusion.
- Haut – A
- B
- C
- D
- E
- F
- G
- H
- I
- J
- K
- L
- M
- N
- O
- P
- Q
- R
- S
- T
- U
- V
- W
- X
- Y
- Z

## A
- Amboise
  - 1967 : Le Golem téléfilm de Jean Kerchbron[2]
  - 1978 : Mazarin mini-série de Pierre Cardinal (château d'Amboise)
  - 2002 : 17 fois Cécile Cassard, film de Christophe Honoré
  - 2017 : L'Art du crime Série TV de Angèle Herry-Leclerc et Pierre-Yves Mora (Château d'Amboise)

- Avoine
  - 1965 : Fantômas se déchaîne de André Hunebelle (Centrale nucléaire de Chinon)

- Azay le Rideau
  - 1921 : Les Trois Mousquetaires de Henri Diamant-Berger
  - 1946 : Le Capitan de Robert Vernay
  - 1961 : La Fayette de Jean Dréville
  - 1971 : Quentin Durward, feuilleton télévisé de Gilles Grangier

- Haut – A
- B
- C
- D
- E
- F
- G
- H
- I
- J
- K
- L
- M
- N
- O
- P
- Q
- R
- S
- T
- U
- V
- W
- X
- Y
- Z

## B
- Bourgueil
  - 1995 : L'Instit - La révélation de Christian Karcher

- Bréhémont
  - 1971 : Quentin Durward, feuilleton télévisé de Gilles Grangier

- Haut – A
- B
- C
- D
- E
- F
- G
- H
- I
- J
- K
- L
- M
- N
- O
- P
- Q
- R
- S
- T
- U
- V
- W
- X
- Y
- Z

## C
- Candes-Saint-Martin

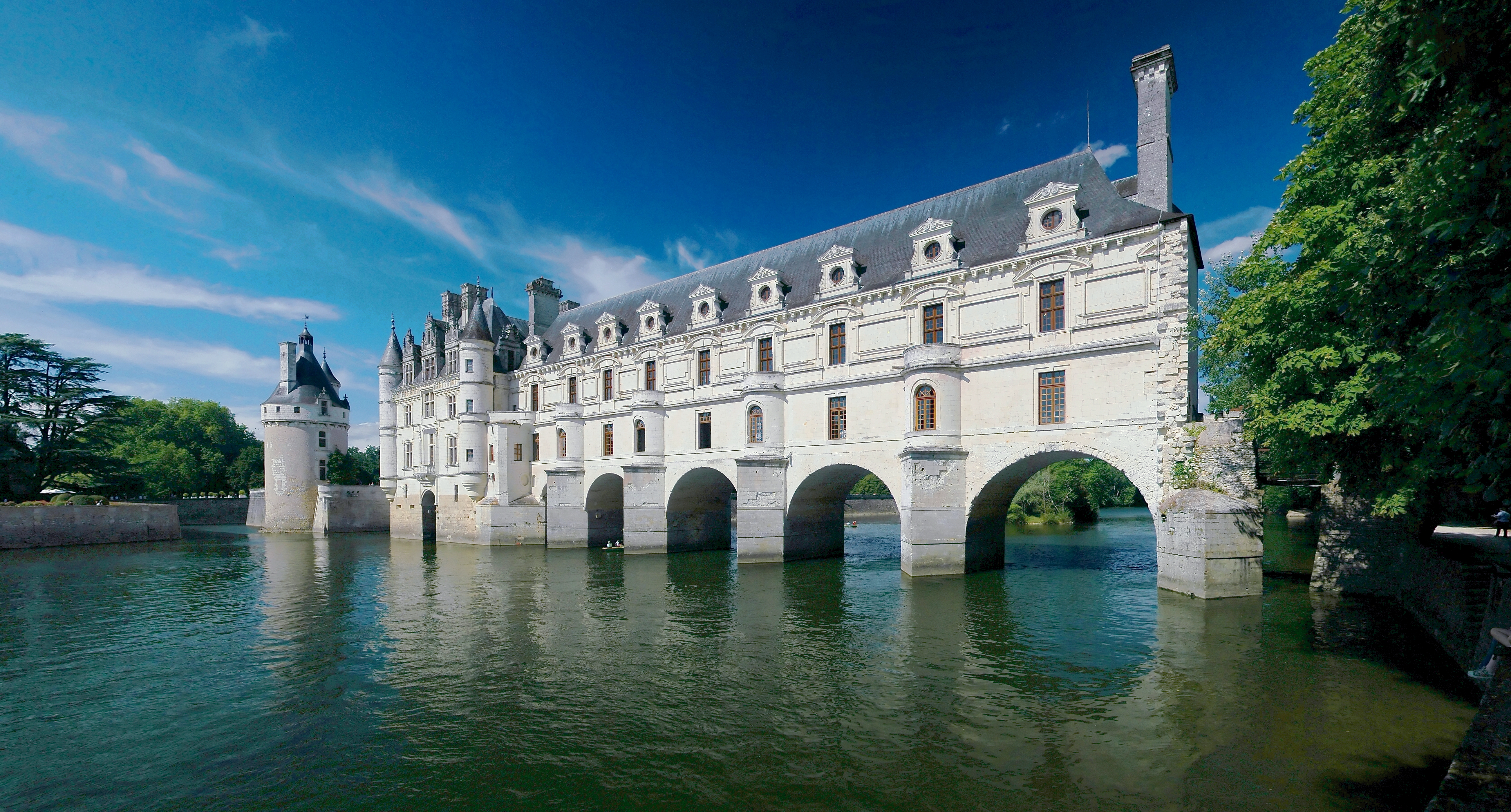
Le château de Chenonceau

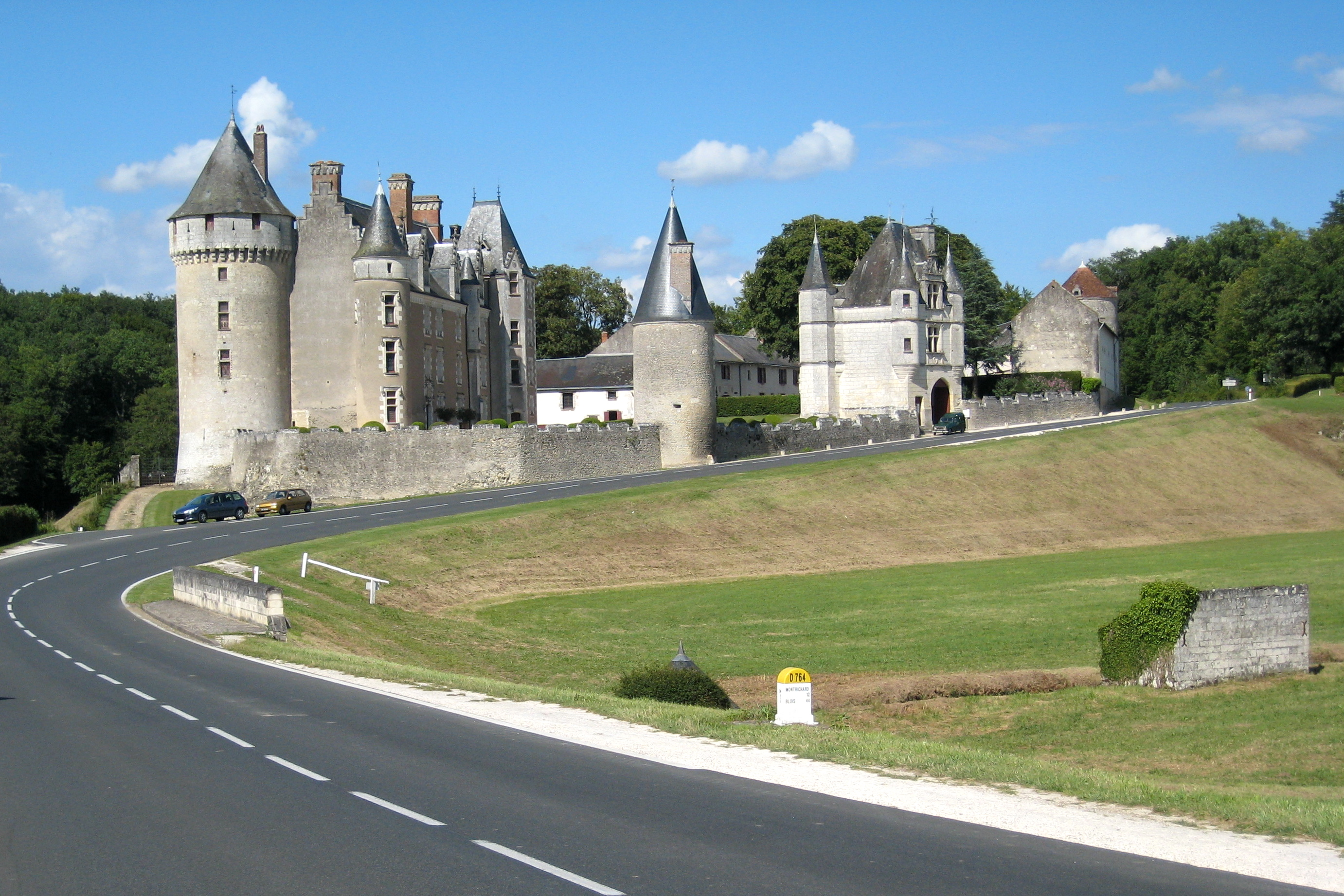
Le château de Montpoupon à Céré-la-Ronde

  - 1964 : Hardi ! Pardaillan, film de Bernard Borderie

- Céré-la-Ronde : Château de Montpoupon
  - 1961 : Le Miracle des loups d'André Hunebelle
  - 1971 : Quentin Durward, feuilleton télévisé de Gilles Grangier

- Chambray-lès-Tours
  - 1995 : L'Instit - La révélation de Christian Karcher

- Champigny-sur-Veude
  - 2000 : Les Destinées sentimentales, film d'Olivier Assayas

- Chaveignes
  - 2023 : Le Voyageur; saison 2, épisode 4 : Au bout de la nuit de Marjolaine Delecluse

- Chenonceaux : Château de Chenonceau
  - 1921 : Les Trois Mousquetaires d'Henri Diamant-Berger
  - 1933 : Les Trois Mousquetaires d'Henri Diamant-Berger
  - 1946 : Le Capitan de Robert Vernay
  - 1955 : Les Aventures de Quentin Durward de Richard Thorpe
  - 1960 : Le Voyage en ballon d'Albert Lamorisse[3]
  - 1961 : La Fayette de Jean Dréville
  - 1963 : Scaramouche d'Antonio Isasi-Isasmendi
  - 1971 : Marie Stuart, Reine d'Écosse, film de Charles Jarrott
  - 2005 : Les Enfants, film de Christian Vincent

- Chinon
  - 1946 : Le Capitan de Robert Vernay
  - 1978 : Mazarin mini-série de Pierre Cardinal (château de Chinon)
  - 1995 : L'Instit - La révélation de Christian Karcher
  - 2010 : La Princesse de Montpensier de Bertrand Tavernier
  - 2014 : 3 x Manon  de Jean-Xavier de Lestrade
  - 2014 : Qu'est-ce qu'on a fait au Bon Dieu ? de Philippe de Chauveron
  - 2015 : Secrets d'Histoire, Saison 9 : Jeanne d'Arc, au nom de Dieu

- Crissay-sur-Manse
  - 2023 : Le Voyageur; saison 2, épisode 4 : Au bout de la nuit de Marjolaine Delecluse

- Haut – A
- B
- C
- D
- E
- F
- G
- H
- I
- J
- K
- L
- M
- N
- O
- P
- Q
- R
- S
- T
- U
- V
- W
- X
- Y
- Z

## D
- Haut – A
- B
- C
- D
- E
- F
- G
- H
- I
- J
- K
- L
- M
- N
- O
- P
- Q
- R
- S
- T
- U
- V
- W
- X
- Y
- Z

## E
- Haut – A
- B
- C
- D
- E
- F
- G
- H
- I
- J
- K
- L
- M
- N
- O
- P
- Q
- R
- S
- T
- U
- V
- W
- X
- Y
- Z

## F
- Haut – A
- B
- C
- D
- E
- F
- G
- H
- I
- J
- K
- L
- M
- N
- O
- P
- Q
- R
- S
- T
- U
- V
- W
- X
- Y
- Z

## G
- Haut – A
- B
- C
- D
- E
- F
- G
- H
- I
- J
- K
- L
- M
- N
- O
- P
- Q
- R
- S
- T
- U
- V
- W
- X
- Y
- Z

## H
- Haut – A
- B
- C
- D
- E
- F
- G
- H
- I
- J
- K
- L
- M
- N
- O
- P
- Q
- R
- S
- T
- U
- V
- W
- X
- Y
- Z

## I
- Haut – A
- B
- C
- D
- E
- F
- G
- H
- I
- J
- K
- L
- M
- N
- O
- P
- Q
- R
- S
- T
- U
- V
- W
- X
- Y
- Z

## J
- Haut – A
- B
- C
- D
- E
- F
- G
- H
- I
- J
- K
- L
- M
- N
- O
- P
- Q
- R
- S
- T
- U
- V
- W
- X
- Y
- Z

## L
- Lémeré : Chateau du Riveau
  - 1971 : Quentin Durward feuilleton télévisé de Gilles Grangier
  - 1978 : Mazarin mini-série de Pierre Cardinal

- L'Ile Bouchard
  - 1971 : Quentin Durward feuilleton télévisé de Gilles Grangier
  - 2002 : 17 fois Cécile Cassard, film de Christophe Honoré

- Loches
  - 1995 : L'Instit - La révélation de Christian Karcher
  - 2004 : Le P'tit Curieux, film de Jean Marbœuf
  - 2015 : Secrets d'Histoire, Saison 9 : Jeanne d'Arc, au nom de Dieu

- Haut – A
- B
- C
- D
- E
- F
- G
- H
- I
- J
- K
- L
- M
- N
- O
- P
- Q
- R
- S
- T
- U
- V
- W
- X
- Y
- Z

## M
- Montbazon
  - 1921 : Les Trois Mousquetaires de Henri Diamant-Berger

- Montlouis-sur-Loire
  - 2012 : La Disparition, téléfilm de Jean-Xavier de Lestrade

- Haut – A
- B
- C
- D
- E
- F
- G
- H
- I
- J
- K
- L
- M
- N
- O
- P
- Q
- R
- S
- T
- U
- V
- W
- X
- Y
- Z

## N
- Nouâtre
  - 2014 : 3 x Manon  de Jean-Xavier de Lestrade

- Haut – A
- B
- C
- D
- E
- F
- G
- H
- I
- J
- K
- L
- M
- N
- O
- P
- Q
- R
- S
- T
- U
- V
- W
- X
- Y
- Z

## O
- Haut – A
- B
- C
- D
- E
- F
- G
- H
- I
- J
- K
- L
- M
- N
- O
- P
- Q
- R
- S
- T
- U
- V
- W
- X
- Y
- Z

## P
- Parçay-Meslay

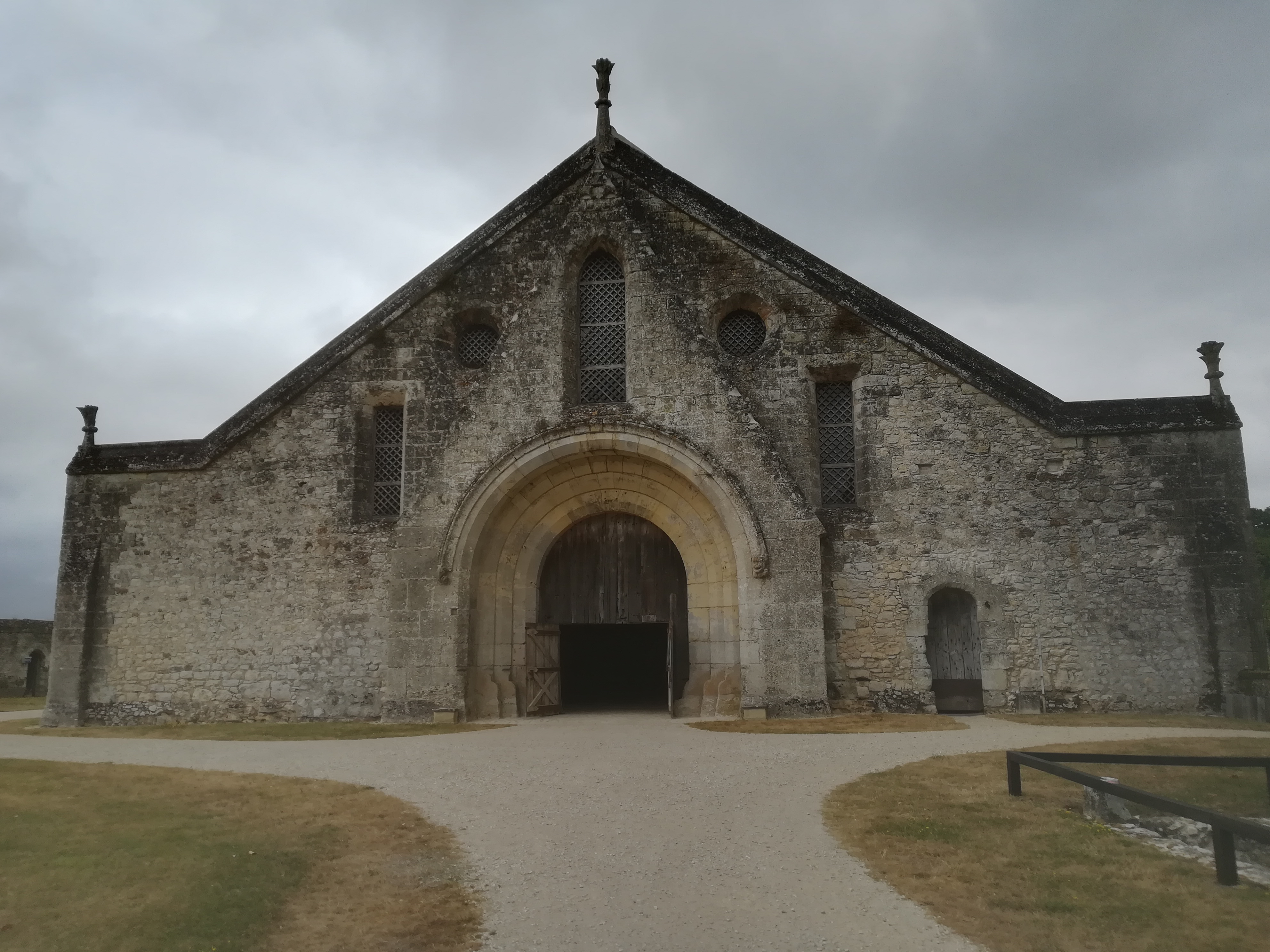
Grange de Meslay

  - 1946 : La Belle et la Bête de Jean Cocteau (Ferme de Meslay)
  - 2015 : Belles Familles de Jean-Paul Rappeneau (Ferme de Meslay)

- Haut – A
- B
- C
- D
- E
- F
- G
- H
- I
- J
- K
- L
- M
- N
- O
- P
- Q
- R
- S
- T
- U
- V
- W
- X
- Y
- Z

## R
- Richelieu

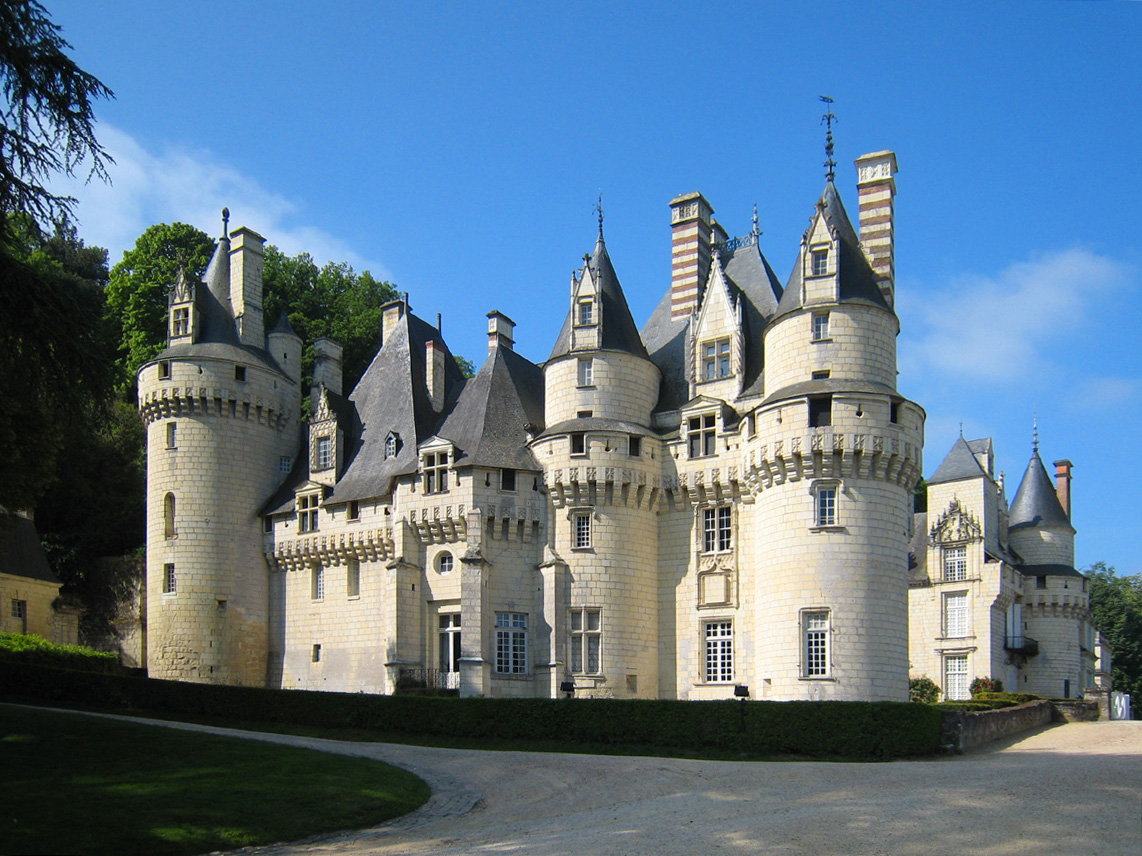
Château d'Ussé

  - 1993 : Les Maîtres du pain téléfilm de Hervé Basle
  - 1997 : Marthe ou la promesse du jour de Jean-Loup Hubert[4]
  - 2000 : Les Destinées sentimentales, film d'Olivier Assayas
  - 2023 : Le Voyageur; saison 2, épisode 4 : Au bout de la nuit de Marjolaine Delecluse

- Rigny-Ussé : Château d'Ussé
  - 1971 : Quentin Durward, feuilleton télévisé de Gilles Grangier
  - 2006 : Aurore, film de Nils Tavernier

- Rivarennes
  - 1971 : Quentin Durward, feuilleton télévisé de Gilles Grangier

- Rivière
  - 1971 : Quentin Durward, feuilleton télévisé de Gilles Grangier

- Rochecorbon
  - 1946 : La Belle et la Bête, film de Jean Cocteau[5]

- Haut – A
- B
- C
- D
- E
- F
- G
- H
- I
- J
- K
- L
- M
- N
- O
- P
- Q
- R
- S
- T
- U
- V
- W
- X
- Y
- Z

## S
- Saché
  - 1969 : Le Lys dans la vallée, téléfilm de Marcel Cravenne
  - 1999 : Balzac, téléfilm de Josée Dayan

- Saint-Épain
  - 2023 : Le Voyageur; saison 2, épisode 4 : Au bout de la nuit de Marjolaine Delecluse

- Saint-Pierre-des-Corps
  - 1998 : La Vie rêvée des anges, film d'Érick Zonca

- Sainte-Maure-de-Touraine
  - 2002 : 17 fois Cécile Cassard, film de Christophe Honoré
  - 2014 : 3 x Manon  de Jean-Xavier de Lestrade

- Haut – A
- B
- C
- D
- E
- F
- G
- H
- I
- J
- K
- L
- M
- N
- O
- P
- Q
- R
- S
- T
- U
- V
- W
- X
- Y
- Z

## T
- Tavant
  - 1971 : Quentin Durward, feuilleton télévisé de Gilles Grangier

- Tours
  - 1946 : Le Capitan de Robert Vernay
  - 1969 : Le Grand Amour, film de Pierre Étaix
  - 1994 : Omelette, film de Rémi Lange
  - 1998 : La Vie rêvée des anges, film d'Érick Zonca
  - 1999 : Balzac, téléfilm de Josée Dayan
  - 1999 : Le Bleu des villes, film de Stéphane Brizé
  - 1999 : Nos vies heureuses, film de Jacques Maillot
  - 2000 : Harry, un ami qui vous veut du bien de Dominik Moll
  - 2004 : Les Revenants, film de Robin Campillo
  - 2005 : Douches froides, film d'Antony Cordier
  - 2007 : Le Quatrième Morceau de la femme coupée en trois, film de Laure Marsac
  - 2008 : Unfailing, film de Davy Sihali
  - 2009 : Fortunes, série télévisée de Stéphane Meunier
  - 2012 : La Disparition, téléfilm de Jean-Xavier de Lestrade
  - 2014 : Du goudron et des plumes, de Pascal Rabaté
  - 2015 : Belles Familles de Jean-Paul Rappeneau

- Haut – A
- B
- C
- D
- E
- F
- G
- H
- I
- J
- K
- L
- M
- N
- O
- P
- Q
- R
- S
- T
- U
- V
- W
- X
- Y
- Z

## V
- Varennes
  - 1922 : Marie Antoinette - Das Leben einer Königin, film de Rudolf Meinert

- Haut – A
- B
- C
- D
- E
- F
- G
- H
- I
- J
- K
- L
- M
- N
- O
- P
- Q
- R
- S
- T
- U
- V
- W
- X
- Y
- Z

## Y
- Haut – A
- B
- C
- D
- E
- F
- G
- H
- I
- J
- K
- L
- M
- N
- O
- P
- Q
- R
- S
- T
- U
- V
- W
- X
- Y
- Z